# Ülejõe (Märjamaa)
Ülejõe – wieś w Estonii, prowincji Rapla, w gminie Märjamaa.